# Flux de caixa lliure
En finances corporatives, el flux de caixa lliure (en anglès Free Cash Flow, FCF) o flux de caixa lliure a l'empresa (FCFF) és la quantitat en què el flux d'efectiu operatiu d'una empresa supera les seves necessitats de capital de treball i les despeses en actius fixos (conegudes com a despeses de capital).
És aquella part del flux d'efectiu que es pot extreure d'una empresa i distribuir-se als creditors i titulars de valors sense causar problemes en les seves operacions. Com a tal, és un indicador de la flexibilitat financera d'una empresa i és d'interès per als titulars de les accions, el deute, les accions preferents i els valors convertibles de l'empresa, així com els possibles prestadors i inversors.
El flux de caixa lliure es pot calcular de diverses maneres, depenent de l'audiència i de les dades disponibles. Una mesura habitual és prendre els guanys abans d'interessos i impostos, afegir depreciació i amortització, i després restar impostos, canvis en el capital circulant i despeses de capital. Depenent de l'audiència, també es poden fer una sèrie de perfeccionaments i ajustaments per intentar eliminar les distorsions.
El flux de caixa lliure pot ser diferent dels ingressos nets, ja que el flux de caixa lliure té en compte la compra de béns d'equip i els canvis en el capital circulant.

## Càlculs
A continuació es mostra un mètode comú per calcular el flux de caixa lliure:
| Element                                                                        | Font                                                                          |
| ------------------------------------------------------------------------------ | ----------------------------------------------------------------------------- |
| Guany abans d'interessos i impostos (Earnings before interest and taxes, EBIT) | Compte de resultats corrent                                                   |
| + Amortització i depreciació                                                   | Compte de resultats corrent                                                   |
| - Impostos                                                                     | Compte de resultats corrent                                                   |
| - Canvis en el capital circulant                                               | Balanços de situació anteriors i corrents: comptes d'actiu i passiu corrents  |
| - Despeses de capital (Capital expenditure, CAPEX)                             | Balanços de situació anteriors i corrents: comptes de l'immobilitzat material |
| = Flux de caixa lliure                                                         |                                                                               |

Tingueu en compte que les tres primeres línies anteriors es calculen a partir de l'Estat de fluxos d'efectiu estàndard.
Quan es donen els beneficis nets i el tipus impositiu aplicable, també podeu calcular-lo prenent:
| Element                                    | Font                                                                         |
| ------------------------------------------ | ---------------------------------------------------------------------------- |
| Benefici net                               | Compte de resultats corrent                                                  |
| + Despeses per interessos                  | Compte de resultats corrent                                                  |
| - Despeses netes de capital (CAPEX)        | Compte de resultats corrent                                                  |
| - Variacions netes del capital circulant   | Balanços de situació anteriors i corrents: comptes d'actiu i passiu corrents |
| - Escut fiscal sobre despeses d'interessos | Compte de resultats corrent                                                  |
| = Flux de caixa lliure                     |                                                                              |

on:
- Despesa neta de capital (CAPEX) = Capex - Depreciació i amortització
- Escut fiscal = Despesa per interessos nets X tipus impositiu marginal

Quan estigui disponible el benefici després d'impostos i la relació deute/patrimoni:
| Element                                             | Font                                     |
| --------------------------------------------------- | ---------------------------------------- |
| Benefici després d'impostos (Profit after Tax, PAT) | Compte de resultats                      |
| - Canvis en les despeses de capital X (1-d)         | Balanços, estats de fluxos d'efectiu     |
| + Amortització X (1-d)                              | Balanços de situació anteriors i actuals |
| - Canvis en el capital circulant X (1-d)            | Balanços, estats de fluxos d'efectiu     |
| = Flux de caixa lliure                              |                                          |

on d - és la relació deute/patrimoni. Per exemple: per a una barreja de 3:4 serà 3/7.
| Element                                         | Font                                                           |
| ----------------------------------------------- | -------------------------------------------------------------- |
| Ingrés net                                      | Compte de resultats                                            |
| + Amortització i depreciació                    | Compte de resultats                                            |
| - Canvis en el capital circulant                | Balanços de situació anteriors i actuals                       |
| = Fluxos d'efectiu procedents de les operacions | mateix que l'Estat de fluxos d'efectiu: secció 1, d'Operacions |

Per tant,
| Element                                       | Font de dades                                      |
| --------------------------------------------- | -------------------------------------------------- |
| Fluxos d'efectiu procedents de les operacions | Estat de Fluxos d'Efectiu: apartat 1, d'Operacions |
| - Inversió en capital d'explotació            | Estat de Fluxos d'Efectiu: apartat 2, d'Inversió   |
| = Flux d'efectiu lliure palancat              |                                                    |

## Diferència amb els ingressos nets
Hi ha dues diferències entre els ingressos nets i el flux de caixa lliure. El primer és la comptabilització de la compra de béns d'equip. Els ingressos nets dedueixen la depreciació, mentre que la mesura del flux d'efectiu lliure utilitza les compres netes de capital de l'últim període.
| Tipus de mesura      | Component                                    | Avantatge                                                                  | Desavantatge |
| -------------------- | -------------------------------------------- | -------------------------------------------------------------------------- | --- |
| Flux de caixa lliure | Despesa neta d'inversió del període anterior | La despesa és en dòlars actuals                                            | Les inversions de capital són a criteri de la direcció, de manera que la despesa pot ser esporàdica. |
| Ingrés net           | Càrrec d'amortització                        | Els càrrecs es suavitzen, relacionats amb les compres anteriors acumulades | Tenint en compte una inflació típica del 2% anual, l'equip comprat fa 10 anys per 100 dòlars ara costaria uns 122 dòlars. Amb una depreciació en línia recta de 10 anys, la màquina antiga tindria una depreciació anual de 10 dòlars, però la màquina nova i idèntica tindria una depreciació de 12,2 dòlars, o un 22% més. |

La segona diferència és que la mesura del flux d'efectiu lliure fa ajustos per canvis en el capital de treball net, on no ho fa l'enfocament del benefici net. Normalment, en una empresa en creixement amb un període de cobrament de 30 dies per a cobrar, un període de pagament de 30 dies per a les compres i una nòmina setmanal, necessitarà més capital circulant per finançar els components laborals i de beneficis integrats en el saldo creixent de comptes a cobrar.
Quan una empresa té un creixement de vendes negatiu, és probable que redueixi la seva despesa de capital. Els crèdits, sempre que es cobren oportunament, també es reduiran. Tota aquesta "desacceleració" apareixerà com a addicions al flux de caixa lliure. No obstant això, a llarg termini, les tendències de desacceleració de vendes acabaran posant-se al dia.
La definició del flux de caixa lliure net també hauria de permetre l'efectiu disponible per pagar el deute a curt termini de l'empresa. També ha de tenir en compte els dividends que l'empresa vulgui pagar.
Flux de caixa lliure net = Flux d'efectiu de l'operació – Despeses de capital per mantenir el nivell actual d'operació – dividends – Part actual del deute a llarg termini – Depreciació
Aquí la definició de Capex no hauria d'incloure inversió addicional en equips nous. No obstant això, es pot afegir el cost de manteniment.
Dividends: serà el dividend base que l'empresa pretén distribuir als seus accionistes.
Part actual de LTD (deute a llarg termini o en anglès long-term debt): serà el deute mínim que l'empresa haurà de pagar per no incompliment.
Amortització - S'ha de treure, ja que això comptarà amb la inversió futura per a la substitució de l'EPI actual.
Si la categoria d'ingressos nets inclou els ingressos de les operacions interrompudes i els ingressos extraordinaris, assegureu-vos que no formen part del flux de caixa lliure.
Net de tot l'anterior, donem efectiu gratuït disponible per ser reinvertit en operacions sense haver d'endeutar-nos més.

## Fórmula alternativa
FCF mesura:
- flux d'efectiu operatiu (OCF)
- menys despeses necessàries per mantenir els actius (despeses de capital o "capex"), però això no inclou l'augment del capital circulant.
- menys càrrecs per interessos.

En símbols:
{\displaystyle FCF_{t}=OCB_{t}-I_{t}\,}
on
- OCB t és el benefici net d'explotació de l'empresa després d'impostos (també conegut com a NOPAT) durant el període t
- És la inversió de l'empresa durant el període t inclosa la variació del capital de treball

La inversió és simplement l'augment (disminució) net del capital de l'empresa, des del final d'un període fins al final del període següent:
{\displaystyle I_{t}=K_{t}-K_{t-1}\,}
on K t representa el capital invertit de l'empresa al final del període t. Els increments de l'actiu corrent no efectiu es poden deduir o no, segons es consideri que mantenen l'statu quo o que són inversions per al creixement.
El flux d'efectiu lliure no apalancat (és a dir, els fluxos d'efectiu abans dels pagaments d'interessos) es defineix com a EBITDA - CAPEX - canvis en el capital circulant net - impostos. Aquesta és la definició generalment acceptada. Si hi ha amortitzacions obligatòries del deute, alguns analistes utilitzen el flux d'efectiu gratuït palanquejat, que és la mateixa fórmula anterior, però menys interessos i amortitzacions obligatòries del principal. El flux d'efectiu sense palanquejament (UFCF) s'utilitza normalment com a norma del sector, ja que permet comparar més fàcilment els fluxos d'efectiu de diferents empreses. També es prefereix sobre el flux de caixa palanquejat quan es realitzen anàlisis per comprovar l'impacte de les diferents estructures de capital a l'empresa.
Els banquers d'inversió calculen el flux d'efectiu lliure mitjançant les fórmules següents:
FCFF = Ingressos operatius després d'impostos + Càrrecs no efectius (com ara D&A) - CAPEX - Despeses de capital circulant = Flux de caixa lliure a l'empresa (FCFF)
FCFE = Ingrés net + Comissions no efectius (com ara D&A) - CAPEX - Canvi en el capital circulant no efectiu + Endeutament net = Flux d'efectiu lliure a recursos propis (FCFE)
O simplement:
FCFE = FCFF + Endeutament net - Interessos*(1-t)

## Usos
- El flux de caixa lliure mesura l'efectiu que una empresa pagarà com a reemborsament d'interessos i principal als titulars de bons més l'efectiu que podria pagar en dividends als accionistes si ho volgués. Fins i tot les empreses rendibles poden tenir fluxos d'efectiu lliures negatius.[cal citació]
- Segons una versió del model de valoració de fluxos d'efectiu descomptats, el valor intrínsec d'una empresa és el valor actual de tots els futurs fluxos d'efectiu lliures esperats. En aquest cas, el valor actual es calcula descomptant els fluxos d'efectiu lliures al cost mitjà ponderat del capital (WACC) de l'empresa.
- Alguns inversors prefereixen utilitzar el flux de caixa lliure en lloc dels ingressos nets per mesurar el rendiment financer d'una empresa i calcular el valor intrínsec de l'empresa, perquè el flux de caixa lliure és més difícil de manipular que els ingressos nets. Els problemes d'aquest enfocament es discuteixen en el flux d'efectiu i la devolució dels articles de capital.[4]
- La ràtio de pagament és una mètrica que s'utilitza per avaluar la sostenibilitat de les distribucions de REIT, Oil and Gas Royalty Trusts i Income Trust. Les distribucions es divideixen pel flux de caixa lliure. Les distribucions poden incloure qualsevol ingrés, guanys de capital fluïts o retorn de capital.

## Problemes amb les despeses de capital
- Les despeses de manteniment d'actius només són una part de l'inversió que es reporta a l'Estat de Fluxos d'Efectiu. S'ha de separar de les despeses a efectes de creixement. Aquesta divisió no és un requisit segons els GAAP i no s'ha auditat. La direcció és lliure de revelar o no capex de manteniment. Per tant, aquesta entrada per al càlcul del flux d'efectiu lliure pot estar subjecta a manipulació o requerir estimació. Com que pot ser un gran nombre, la incertesa del capex de manteniment és la base per a algunes persones descartar el "flux de caixa lliure".
- Un segon problema amb la mesura de capex de manteniment és la seva "grumpisme" intrínseca. Per la seva naturalesa, les despeses en actius de capital que duraran dècades poden ser poc freqüents, però costoses quan es produeixen. El 'Flux de caixa lliure', al seu torn, serà molt diferent d'un any a l'altre. Cap any en concret serà una "norma" que es pugui esperar que es repeteixi. Per a les empreses que tenen despeses de capital estables, el flux de caixa lliure serà (a llarg termini) aproximadament igual als guanys

## Costos d'agència
En un article de 1986 a l'American Economic Review, Michael Jensen va assenyalar que els fluxos de caixa lliures permetien als gestors de les empreses finançar projectes amb rendiments baixos que, per tant, podrien no ser finançats pels mercats de renda variable o de bons. Examinant la indústria petroliera nord-americana, que havia guanyat fluxos d'efectiu lliures substancials durant la dècada de 1970 i principis dels vuitanta, va escriure que:
[els] fluxos d'efectiu de 1984 de les deu companyies petrolieres més grans van ser de 48.500 milions de dòlars, el 28 per cent dels fluxos d'efectiu totals de les 200 principals empreses de l'enquesta de Dun's Business Month. D'acord amb els costos de l'agència del flux de caixa lliure, la direcció no va pagar els recursos en excés als accionistes. En canvi, la indústria va continuar gastant molt en activitat [d'exploració i desenvolupament] tot i que els rendiments mitjans eren inferiors al cost del capital.
Jensen també va assenyalar una correlació negativa entre els anuncis d'exploració i la valoració de mercat d'aquestes empreses, l'efecte contrari als anuncis d'investigació en altres indústries.